# 加姆拉自然保护区

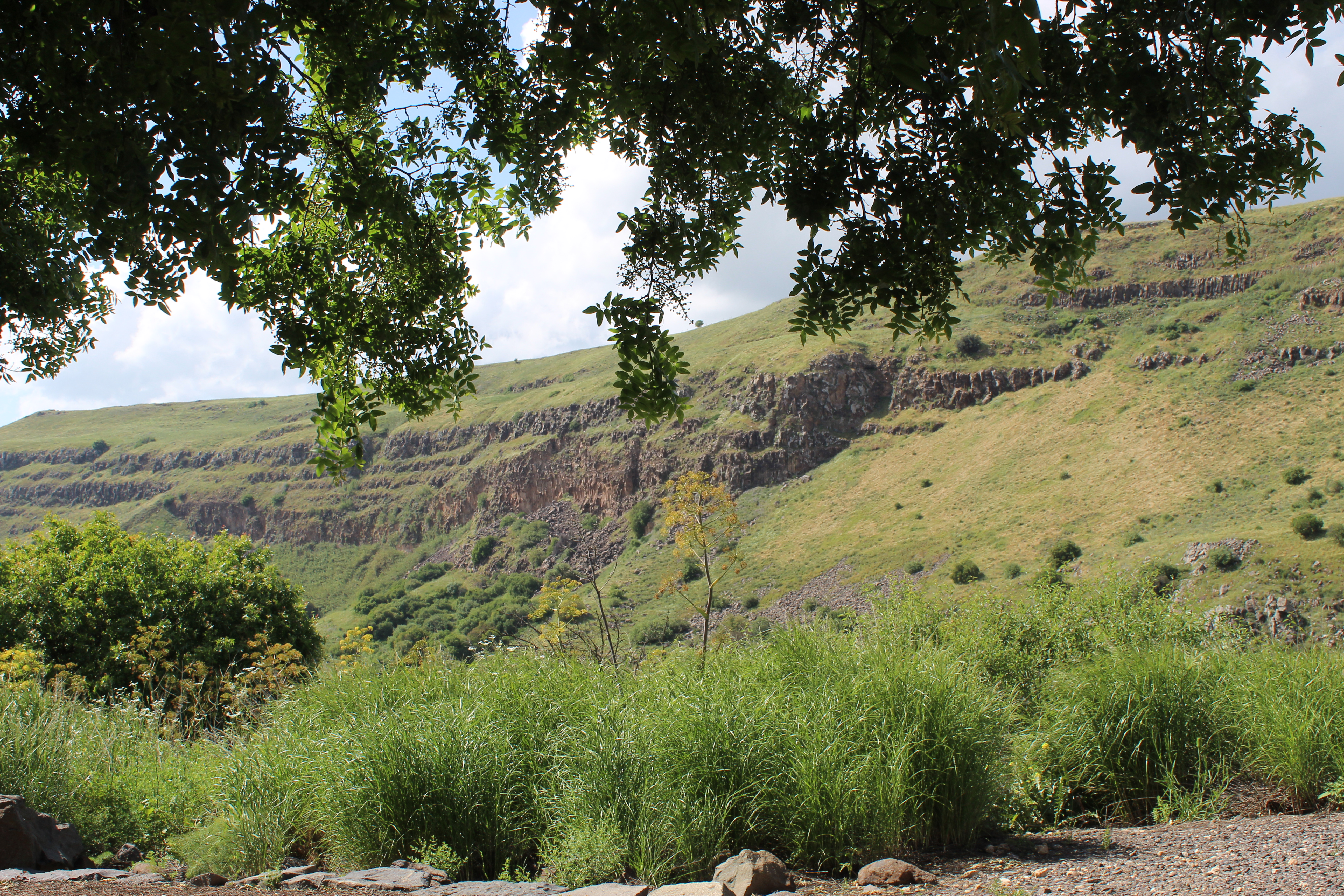
加姆拉自然保护区

加姆拉自然保护区（希伯來語：‎）位于西亚戈兰高地上的以色列定居点卡兹林以南20公里，是以色列自然保护区之一。该保护区因以色列古城加姆拉得名。
该保护区沿加姆拉河和达里约河展开，囊括了自然景点和考古遗迹。保护区内西域秃鹫等猛禽在内的各种野生动植物，以及青铜时代加姆拉古城的716座石棚墓葬。加姆拉河的源头有一座高51米的瀑布，于夏秋两季干涸。这座瀑布是以色列境内最高的瀑布。
除此之外，保护区内还有一座为在以巴冲突中牺牲的犹太人树立的纪念碑和拜占庭时期的村落遗址。村落中有一座保存完好的修道院，周围分布有教堂。教堂的后殿为正方形，这种后殿在古代叙利亚和约旦常见，但在约旦河西岸的教堂并无此种布置。